# グスタフ・マウリッツ・アルムフェルト
グスタフ・マウリッツ・アルムフェルト（Gustaf Mauritz Armfelt、ロシア語: Граф Густав-Маврикий Максимович Армфельт、ラテン文字転写例：Gustav-Mavrikiy Maksimovich Armfel't、1757年3月31日 - 1814年8月19日）は、スウェーデン系フィンランド人・ロシア人の廷臣、外交官である。伯爵。フィンランドでは史上最も偉大な政治家の一人とされている。ロシア皇帝アレクサンドル1世に行った助言は、フィンランド大公国の自治権確保において最も重要なものであった。

## キャリア
フィンランドのタルヴァスヨキで、カール12世に仕えた将軍カール・グスタフ・アルムフェルトの曾孫として生まれる。
1774年、近衛隊の少尉に任官するが、決闘などの軽薄な行動でグスタフ3世に疎まれたため、1778年に海外に出向した。しかし1780年にオーストリア領ネーデルラントのスパで再びグスタフ3世に拝謁し、このときには愛想と知性、社交性で完全な信頼を勝ち取った。ここから栄達が始まり、まず宮廷でメートル・ド・プレジール（maître des plaisirs）の地位を与えられたが、より重大な案件を任されるようになるまでそう長くはかからなかった。1783年にはロシアのエカチェリーナ2世との交渉に参加した他、第一次ロシア・スウェーデン戦争では国王の信頼が最も厚く、活動的な諮問官の一人となっていた。
アルムフェルトは現場で多大な勇気を示した。1788年にはデンマークが不意にスウェーデンに侵入してヨーテボリを脅かしたが、アルムフェルトは王命を得てダーラナ地方で徴税を行い、この紛争を勝利に導いた。また、スウェーデン貴族のほぼ全てがグスタフ3世から離反したときにも、グスタフ3世に変わらぬ忠誠を示した。第一次ロシア・スウェーデン戦争末期には特命全権大使として終戦交渉にあたり、1790年8月のヴァララ条約締結に漕ぎ着けている。なお、これに先立つ1790年6月にはサヴィタイパレの戦いで重傷を負っている。グスタフ3世の治世において、その影響力はスウェーデンで最も重要なものであったが、一方でグスタフ3世のブルボン家への接近姿勢には諫言を行っている。

## 外交
1792年、グスタフ3世はその死の床で幼い息子グスタフ・アドルフの後見をアルムフェルトに託し、アルムフェルトを枢密院メンバーに任じた。枢密院の役目は摂政に就いた王弟カールに助言することであり、アルムフェルトもストックホルム総督に任じられたが、摂政カール（および実権を握っていたグスタフ・アドルフ・ロイターホルム）は強硬な反グスタフ3世派であり、アルムフェルトをナポリ大使に任じてスウェーデンから追い出してしまった。
アルムフェルトはナポリからエカチェリーナ2世と秘密裏に書簡を交わし、軍事介入によりグスタフ党による政府を樹立すべきであると主張した。しかし、このアルムフェルトの陰謀は摂政政府のスパイによって露見し、アルムフェルトを逮捕すべく直ちに軍艦をナポリに送り込んだ。アルムフェルトはキャロライン・オブ・ブランズウィックの助力を得て逃げおおせ、ロシアに渡って1794年から1797年までカルーガで保護された。スウェーデンでは裏切り者として死刑を宣告され、財産も没収された。協力者で愛人だったマグダレーナ・ルーデンショルドはさらし台に架けられたうえ2年間投獄された。

## 軍役
グスタフ4世が親政を開始するとアルムフェルトは復権し、1802年には大使としてウィーンに派遣されたが、ナポレオン・ボナパルトに対するオーストリア帝国の姿勢を鋭く攻撃したため、2年後に辞任させられた。1805年から1807年にかけてスウェーデン領ポメラニアに駐留するスウェーデン軍の最高司令官を務めた。ここでは優れた能力を発揮し、他国の侵攻を可能な限り阻止した。この中で、シュトラールズントの大攻勢は特に成功を収めたものの一つである。帰国後、ノルウェーの前線最高司令官に任命されたが、二転三転する無秩序な命令が乱れ飛ぶ状況で満足に職務を果たすことはできなかった。

## ロシアへ

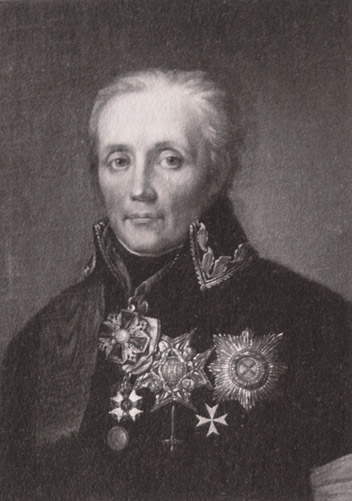
晩年のアルムフェルト。

アルムフェルトは、1809年のクーデターでグスタフ4世を倒し、家族もろとも放逐した革命家に断固として反対した。アルムフェルトはグスタフ4世の支持者の中で最も勇気がある人物であった。その後、ロシアに割譲されていたフィンランドに引退することを決意した。スウェーデン政府の高官に任命されたが、1811年に政敵が集まってアルムフェルトを追放する法令を宣言するまで、任地への出発をわざと遅らせた。3月31日にストックホルムのロシア大使館を訪れて忠誠の誓いを立て、翌日スウェーデンからロシアに強制送還された。
ロシアではアルムフェルトの立場は大いに改善された。ミハイル・スペランスキーが失脚すると、アレクサンドル1世に対するアルムフェルトの影響力は大貴族であるチャルトリスキ家に比肩するほどのものとなった。アルムフェルトは、自身の故地であるフィンランド大公国をロシア帝国内の主権国家とすることを計画し、後のフィンランドの独立に比類なき貢献をした。また、スウェーデン＝ノルウェーの合同をアレクサンドル1世に受け入れさせてもいる。
アルムフェルトは1791年から1792年にかけてトゥルク王立アカデミーの総裁を務め、後にトゥルク帝国アカデミー（現在のヘルシンキ大学）に再編されたときにも1812年から2年間、総裁に任じられた。1812年には貢献への感謝としてアレクサンドル1世により伯爵に昇叙された。また、1812年から14年にかけて、サンクトペテルブルクにおいてフィンランド大公国の最高位の代表権を持つフィンランド国務大臣を務めた。さらに1813年にはフィンランド総督に任じられた。
1814年8月19日にサンクトペテルブルク近郊のツァールスコエ・セローで没した。

## 遺産
アルムフェルトは、ゲオルク・マグヌス・スプレングポルテンとともにフィンランド独立の父の一人と見なされている。反グスタフ3世派が多数を占めたスウェーデン貴族の間で不人気であったことと、スウェーデンを去ってロシア人となったことから、アルムフェルトはスウェーデンの歴史において極めて神秘的で一般的に知られていない人物であった。
スウェーデンでは、1世紀以上に渡ってアルムフェルト本人とその業績について知られておらず、アルムフェルトについて細かく前向きなアプローチが取られるようになったのはごく最近のことである。一方、フィンランドでは一貫して偉大な愛国者・政治家として高く評価されてきている。
アルムフェルトは、かつてフィンランドを統治したスウェーデンではなく、フィンランドとその国民に忠誠を尽くすことを選んだことから、スウェーデンでは裏切り者のレッテルを貼られ、反逆罪で死刑を宣告された。当時のスウェーデン人にとって、600年以上にわたって領土の一部であったフィンランドを失うことは受け入れられないことであったからである。しかも、フィンランドが長年の仇敵であったロシアに奪われ、アルムフェルトがそれに加担したということもアルムフェルトへの心証を大いに悪化させた。しかし、アルムフェルトに対する死刑判決は、スウェーデンがフィンランドを奪還するための行動を起こすことがなかったことから、スウェーデン国外では何ら意味を持つものではなかった。フィンランドの奪還は、政治家が貴族や大衆からの支持を得るために口にする言辞に過ぎなかったのである。早くも1812年にはスウェーデンはロシアと同盟を結び、判決も無効とされた。

## 家族
1785年、アルムフェルトはカール・ユリウス・デ・ラ・ガルディ伯爵とマグダレーナ・クリスティーナ・ステンボック伯爵夫人の娘であるヘートヴィヒ・ウルリカ・デ・ラ・ガルディと結婚し、7男1女を儲けた。
1. マリア・マグダレーナ・カタリーナ・アウグスタ・アルムフェルト（1786年–1845年）
2. グスタフ・フレドリク・アルムフェルト（1788年–1789年）
3. カール・アルムフェルト（1788年、夭折）
4. マグヌス・アルムフェルト（1788年、夭折）
5. グスタフ・マグヌス・アルムフェルト（1792年–1856年）：少将、伯爵
6. アレクサンドル・アルムフェルト（1794年–1876年）：大佐、フィンランド国務大臣、枢密院顧問、伯爵
7. コンスタンティン・アルムフェルト（1796年–1797年）
8. カール・マグヌス・ウィルヘルム・アルムフェルト（1797年–1878年）

パリの女優レクレア嬢と愛人関係にあり、非嫡出子としてモーリス・レクレア（1780年–1841年）を儲けている。また、ザーガン女公爵ヴィルヘルミーネとも関係を持ち、アデライド・グスタファ・アスパシア（ヴァヴァ）・アルムフェルト（1801年–1881年）を儲けている。このうちモーリスは1816年にスウェーデンでマウリッツ・クレアフェルトとして騎士に叙され、将軍に上っている。また、ヴァヴァは1812年にアルムフェルト家に養子縁組で移っている。